# Shawn Rhoden
Shawn Rhoden (Kingston, 2 de abril de 1975-6 de noviembre de 2021) fue un fisicoculturista jamaicano-estadounidense. Ganó el Mister Olympia 2018, derrotando al siete veces invicto Phil Heath. Fue el fisicoculturista de mayor edad en ganar el título de Mister Olympia a la edad de 43 años y cinco meses.

## Primeros años
Nacido en Kingston, Jamaica, Rhoden emigró a los Estados Unidos en 1990 y se estableció en Maryland. Pasó por un período de alcoholismo tras la muerte de su padre, Lloyd, en 2002, pero lo superó con la ayuda de su amiga Lenore Carroll.

## Carrera profesional
Durante su adolescencia aspiró a ser futbolista. En 1992 comenzó a involucrarse en el culturismo gracias la inspiración de un ex Mister Universo, Yohnnie Shambourger. Tras una carrera amateur en la que sufrió varias lesiones y cayó en la adicción al alcohol, ganó su tarjeta IFBB Pro para 2010. Fue el 11.º en el Mister Olympia 2011 (su debut), el 3.º en el Mister Olympia 2012 y el 4.º en la competición Mister Olympia 2013. Rhoden fue tercero en Mister Olympia 2014 y 2015. En 2016 fue segundo. En 2018 se convirtió en el nuevo Mister Olympia en sustitución de Phil Heath. Fue el fisiculturista de mayor edad en ganar el título, a la edad de 43 años y 5 meses.
Rhoden falleció de un ataque al corazón el 6 de noviembre de 2021.

## Vida personal
Se casó con Michelle Sugar en 2018. Sin embargo, debido a problemas personales y acusaciones de infidelidad, se divorciaron.

## Problemas legales
Fue acusado presuntamente de agredir sexualmente a una protegida mientras visitaba Salt Lake City (Utah), en octubre de 2018, poco después de su victoria en Mister Olympia. En julio de 2019 fue acusado formalmente en el estado de Utah de violación y abuso sexual. Se alegó que Rhoden invitó a una mujer casada, a la que había estado asesorando, a su habitación en un hotel en Salt Lake, donde tuvieron lugar las acciones denunciadas. La compañía American Media LLC, que es el organismo organizador del concurso Mister Olympia, emitió un comunicado en julio de 2019, señalando que se había decidió prohibir a Rhoden su participación en el concurso Mister Olympia 2019, así como en futuras competiciones. El organismo rector del deporte del culturismo y el fitness, la IFBB, emitió un comunicado en julio de 2019 a través del representante Jim Manion, en el sentido de que no se tomarían medidas contra Rhoden hasta que se recopilara más información.